# 자기 검열
자기 검열(自己檢閱, 영어: self-censorship)은 아무도 강제하지 않지만 위협을 피할 목적 또는 타인의 감정이 상하지 않게 할 목적으로 자기 자신의 표현을 스스로 검열하는 행위이다.
권위주의 국가에서는 예술 창작가들이 처벌이 두려워 정부가 문제 삼을 만한 작품을 없애기도 한다. 민주주의 국가에서도 자기 검열이 있을 수 있다. 시장의 기대에 부합해야 경제 생활이 가능하기 때문이다. 예를 들면 언론사의 편집자는 의식적으로든 무의식적으로든 광고주나 모회사가 불쾌하게 여길 주제의 기사를 피한다.

## 언론
언론은 때때로 논쟁적이고 성급한 보도로 인한 역풍을 우려해 자기 검열을 한다. 그러다 보면 "겁쟁이"라고 비난받는다. 예를 들면 Media Matters for America, FAIR, Democracy Now!, ACLU 등의 단체들은 FOX뉴스 같은 방송사가 테러나 전쟁 보도에서 덜 논쟁적인 주제만 다룬다고 문제 제기한다. 그러나 이것은 자기 검열에 의한 것만은 아니다. 정부가 공공의 안녕과 질서를 명목으로 언론사로 하여금 특정 보도를 자제하도록 언론사에 압력을 주는 경우도 있기 때문이다.
《여론조작:매스미디어의 정치경제학》(Manufacturing Consent)에서 촘스키와 허먼은 언론사 소유주가 시장 지배력을 위해 체계적 자기 검열을 강력히 독려한다고 주장했다. 자유주의적이라고 평판을 받는 언론사도 소유주의 취향에 따라 논쟁 틀 설정, 기사 소재 선택에 있어서 불공정함이나 자기 검열을 보인다.
걸프 전쟁 때 군사 기밀이 혹시라도 유출되는 것을 막기 위해 군사 당국이 언론인들에게 검열을 권고한 사례도 있다. 2009년에는 뉴욕 타임스가 아프가니스탄에서의 기자 납치 사건을 7개월 동안 보도하지 않았다.

## 과학
자기 검열은 과학 분야에도 있다. 과학자는 지배적 이데올로기나 정치권과의 마찰을 우려해 과학적 발견이나 입장을 대중에 밝히는 것을 망설일 수 있다. 예를 들면 나치 정권 아래에서 과학자들은 인종간에 우열이 있다는 통념에 반하는 연구 결과 발표를 주저했다.  히틀러 치하에서 과학자들은 당시 "유대인의 과학"으로 알려진 일반상대성이론을 인정하지 않았다. 과거 소련에서는 경제학자들이 사회주의 경제 비판을 자제했다. 최근 어떤 과학자들은 멸종 위기에 처한 종이나 환경 오염으로 일어난 기후 변화에 관한 연구 성과 발표를 망설인다.
하인츠 클라트 교수는 증오심으로 만든 법률과 연설, 비겁함, 정치적 강요가 억압적 지적 풍토를 만들었고, 현대 사회에서 인종간, 양성간 유전적 차이, 이슬람, 학습 장애, 동성애 같은 주제에서 폭넓은 자기 검열이 있다고 주장했다.

## 취향과 체면
취향과 체면도 자기 검열이 종종 일어나는 분야이다. 살해, 테러, 전쟁 등의 사진이나 장면을 포함해야 하는지 토론할 때, 그런 것을 포함해야 한다는 주장은 의도가 불순하다고 의심 받는다. 편집자들은 이러한 논란을 피하기 위해 사진을 자주 걸러 낸다.

## 온라인 자료
자기 검열은 온라인 기사 자료와 관련해서도 중요한 문제이다. 독자가 읽은 뒤에도 블로그를 쉽게 고칠 수 있다는 것은 당연하게 받아들여진다. 그러나 온라인 뉴스 사이트의 기사들은 같은 언론사가 관리하기 때문에 자신들의 명예나 상업적 이익을 위해 언론사는 관련 기사를 삭제하거나 고치자는 강한 유혹을 느낀다는 점은 간과되곤 한다.
때때로 삭제되거나 편집되기 전의 기사를 검색 엔진 캐시에서 볼 수 있다. 정기적으로 기사들을 다운로드해 비교하고 저장하는 웹사이트도 있다. 신뢰성과 대중의 이해도를 높이기 위해서 언론사는 이미 널리 읽힌 기사를 고칠 때 편집 과정을 기사에 밝히는 것이 권장된다. 이는 대중이 기억하고 있는 기사와 현재 기사가 달라 발생하는 언론사와의 갈등을 줄일 수 있다.

## 같이 보기
- 브래들리 효과
- 완곡어법
- 호손 효과
- 매체 편향
- 신어 (1984)
- 정치적 올바름
- 사고 억제